# Николишин Василь Олексійович
Василь Олексійович Николишин — український громадський діяч. Нагороджений орденом «За заслуги» III ступеня «за активну громадсько-політичну діяльність, участь у становленні української державності» (1999).